# Marey-lès-Fussey
Marey-lès-Fussey – miejscowość i gmina we Francji, w regionie Burgundia-Franche-Comté, w departamencie Côte-d’Or.
Według danych na rok 1990 gminę zamieszkiwało 76 osób, a gęstość zaludnienia wynosiła 19 osób/km² (wśród 2044 gmin Burgundii Marey-lès-Fussey plasuje się na 834. miejscu pod względem liczby ludności, natomiast pod względem powierzchni na miejscu 1290.).